# ハカン・ウンサル
ハカン・ウンサル（Hakan Ünsal、1973年5月14日 - ）は、トルコの元サッカー選手。元トルコ代表。ポジションはディフェンダー。

## 経歴
1996年にトルコ代表デビュー。UEFA EURO 2000では2試合に出場した。2002 FIFAワールドカップでは4試合に出場、3位となった。2004年までに33試合に出場した。

## 代表歴

### 出場大会
- トルコ代表
  - 2002 FIFAワールドカップ

### 試合数
- 国際Aマッチ 33試合 0得点（1996年-2004年）[1]

| トルコ代表 | 国際Aマッチ | 国際Aマッチ |
| 年         | 出場        | 得点        |
| ---------- | ----------- | ----------- |
| 1996       | 2           | 0           |
| 1997       | 4           | 0           |
| 1998       | 3           | 0           |
| 1999       | 4           | 0           |
| 2000       | 7           | 0           |
| 2001       | 1           | 0           |
| 2002       | 11          | 0           |
| 2003       | 0           | 0           |
| 2004       | 1           | 0           |
| 通算       | 33          | 0           |